# Óscar de Paula
Óscar Javier de Paula Gamero (Durango, Vizcaya, 31 de mayo de 1975) es un exfutbolista y entrenador español que jugaba como delantero.
Al momento de su retirada era el segundo futbolista con más goles saliendo desde el banquillo de la historia de Primera División, con 27 tantos (en 145 partidos), por detrás de Julio Salinas.

## Trayectoria

### Inicios
Nació en la localidad vizcaína de Durango, donde su familia había emigrado desde Olivenza por motivos laborales. Con tres años de edad regresó a Olivenza (Badajoz). Se formó como futbolista en las filas de los Salesianos y el Olivenza FC. En 1991 se marchó al CD Badajoz, con el que consiguió debutar en Segunda División en abril de 1993. En la campaña 1994-95 se hizo un hueco definitivo en la primera plantilla del equipo pacense, logrando cinco tantos, sobre todo, en el tramo final de temporada. El delantero llamó la atención, entre otros clubes, de los dos clubes vascos más importantesː Athletic Club y Real Sociedad. Finalmente, el equipo donostiarra pagó 50 millones de pesetas por su traspaso para sustituir a Joseba Etxeberria, que se había marchado unos días antes al equipo rojiblanco.

### Real Sociedad
El 10 de septiembre de 1995 debutó en Primera División, en Anoeta, frente al Sporting de Gijón (2-0) sustituyendo a Marcus Pürk. El 22 de octubre marcó su primer tanto en Liga, en La Romareda, para dar el triunfo frente al Real Zaragoza (1-2) en el minuto 90. Con la llegada de Jabo Irureta se convirtió en titular hasta que sufrió una lesión en su tobillo derecho en el mes de marzo que, además, le impidió fichar por el Atlético de Madrid de Radomir Antić. A pesar de la lesión, logró seis tantos en  su primera campaña en Liga.De cara a la temporada 1996-97 la competencia por el puesto de delantero aumentó con la llegada de Darko Kovačević, que se sumaba a la presencia de Gica Craioveanu. Óscar mantuvo la titularidad, pero actuó habitualmente en el costado derecho. Acabó la campaña con tres tantos, siendo el más destacado el que logró en el derbi vasco disputado en San Mamés frente al Athletic Club (1-3).
En la campaña 1997-98, ya con Bernd Krauss en el banquillo, fue titular al inicio pero perdió su sitio por diversos problemas físicos incluyendo una operación en el riñón que le impidió participar en el Europeo sub-21. A pesar de ello, logró seis tantos en Liga.  En la temporada 1998-99 repitió cifra goleadora en Liga, aunque fue titular de manera más habitual. Por otra parte , debutó en Copa de la UEFA donde disputó seis partidos y marcó un tanto.
De cara a la temporada 1999-00, ya sin Kovačević y con Javier Clemente como entrenador, se convirtió en el máximo goleador del equipo con nueve tantos. En la campaña siguiente también anotó nueve goles, siete de ellos en la segunda vuelta, aunque Jankauskas fue el titular habitual. De Paula salió de inicio en las últimas cinco jornadas, donde anotó dos goles clave en la lucha por la permanencia. El equipo donostiarra se salvó del descenso en la penúltima jornada, con una victoria en San Mamés (1-3), con John Benjamin Toshack como técnico.En la temporada 2001-02 la situación del equipo no mejoró,por lo que el club decidió fichar en enero a Nihat y Kovačević para revertir la situación.A pesar de ser titular en contadas ocasiones, De Paula anotó siete goles.
En la campaña 2002-03, con Raynald Denoueix, el club pasó de pelear por la permanencia a luchar por el título de Liga. En dicha temporada, De Paula apenas tuvo minutos y no anotó ningún tanto. En la temporada 2003-04 continuó a la sombra de Kovačević y Nihat, pero contribuyó al pase a octavos de final de la Liga de Campeones con un gol ante el Galatasaray (1-1).En la campaña 2004-05 siguió con su papel de revulsivo, logrando tres tantos en Liga. Se marchó del club donostiarra tras lograr tres tantos en la temporada 2005-06, en la cual pasó varios meses lesionado.

### Cádiz CF
En junio de 2006 se incorporó al Cádiz CF de Segunda División.En el equipo gaditano logró cuatro tantos y se marchó al término de la temporada.

### SD Ponferradina
En el verano de 2007 firmó por la SD Ponferradina de Segunda B. En su primera campaña logró dieciocho goles, incluyendo dos tantos en los play-offs de ascenso. En la siguiente temporada mejoró su registro goleador al alcanzar los diecinueve goles, incluyendo dos tantos en Copa del Rey. En la temporada 2009-10, a pesar de la llegada de Yuri, continuó como máximo goleador del equipo (11 goles). Además, consiguió el ascenso a Segunda División tras dos intentos fallidos. En su cuarta campaña en el club, ya en Segunda División, bajó sus cifras goleadoras y decidió retirarse del fútbol profesional debido a una lesión en su rodilla izquierda.

### Carrera posterior
Tras su retirada, fue director deportivo del CD Badajoz en la temporada 2012-13. Entre 2013 y 2015 fue entrenador sub-12 y sub-16 de la selección extremeña y director de la escuela de entrenadores de la Federación Extremeña.En esos años descubrió a futbolistas como Pedro Porro e Isra Salazar.En el verano de 2015 se convirtió en entrenador del CD Badajoz en Tercera División.En enero de 2016 fue cesado de su puesto por los malos resultados.
En agosto de 2016 firmó como entrenador del CD Palencia de Segunda B, cargo del que fue cesado en el mes de marzo.En agosto de 2017 fue nombrado entrenador delExtremadura UD "B", donde permaneció dos meses.En junio de 2019 regresó nuevamente como director deportivo del CD Badajoz, que estuvo a punto de lograr el ascenso a Segunda División.En julio de 2020 se anunció que no continuaría en el cargo.En diciembre de 2021 se hizo cargo del CP Oliva de Primera Extremeña hasta final de temporada.En la campaña 2022-23 fue técnico del Jerez CF hasta que fue destituido en marzo.

## Selección nacional
Fue internacional sub-21 con la selección española, entre 1996 y 1998, en ocho ocasiones.

## Clubes

### Como futbolista
| Club            | País   | Año       |
| --------------- | ------ | --------- |
| C. D. Badajoz   | España | 1992-1995 |
| Real Sociedad   | España | 1995-2006 |
| Cádiz CF        | España | 2006-2007 |
| SD Ponferradina | España | 2007-2011 |

### Como entrenador
| Club                            | País   | Año       |
| ------------------------------- | ------ | --------- |
| CD Badajoz                      | España | 2015-2016 |
| CD Palencia Balompié            | España | 2016-2017 |
| Extremadura Unión Deportiva "B" | España | 2017-2018 |
| CP Oliva                        | España | 2021-2022 |
| Jerez Club de Fútbol            | España | 2022-2023 |

## Estadísticas
| Club            | Temporada              | Categoría              | Liga  | Liga  | Copa  | Copa  | Europa | Europa | Total | Total |
| Club            | Temporada              | Categoría              | Part. | Goles | Part. | Goles | Part.  | Goles  | Part. | Goles |
| --------------- | ---------------------- | ---------------------- | ----- | ----- | ----- | ----- | ------ | ------ | ----- | ----- |
| CD Badajoz      | 1992/93                | Segunda División       | 4     | 0     |       |       | -      | -      |       |       |
| CD Badajoz      | 1994/94                | Segunda División       | 4     | 0     |       |       | -      | -      |       |       |
| CD Badajoz      | 1994/95                | Segunda División       | 19    | 5     |       |       | -      | -      |       |       |
| Real Sociedad   | 1995/96                | Primera División       | 25    | 6     | 2     | 0     | -      | -      | 27    | 6     |
| Real Sociedad   | 1996/97                | Primera División       | 33    | 3     | 2     | 0     | -      | -      | 35    | 3     |
| Real Sociedad   | 1997/98                | Primera División       | 21    | 6     | 3     | 0     | -      | -      | 24    | 6     |
| Real Sociedad   | 1998/99                | Primera División       | 29    | 6     | 1     | 0     | 6      | 1      | 36    | 7     |
| Real Sociedad   | 1999/00                | Primera División       | 34    | 9     | 2     | 0     | -      | -      | 36    | 9     |
| Real Sociedad   | 2000/01                | Primera División       | 32    | 9     | 1     | 0     | -      | -      | 33    | 9     |
| Real Sociedad   | 2001/02                | Primera División       | 36    | 7     | 1     | 0     | -      | -      | 37    | 7     |
| Real Sociedad   | 2002/03                | Primera División       | 11    | 0     | 2     | 0     | -      | -      | 13    | 0     |
| Real Sociedad   | 2003/04                | Primera División       | 27    | 5     | 0+2   | 0+0   | 5      | 1      | 34    | 6     |
| Real Sociedad   | 2004/05                | Primera División       | 19    | 3     | 2     | 0     | -      | -      | 21    | 3     |
| Real Sociedad   | 2005/06                | Primera División       | 6     | 3     | 1     | 1     | -      | -      | 7     | 4     |
| Cádiz CF        | 2006/07                | Segunda División       | 30    | 4     |       |       | -      | -      |       |       |
| SD Ponferradina | 2007/08                | Segunda División B     | 27    | 16    |       |       | -      | -      |       |       |
| SD Ponferradina | 2008/09                | Segunda División B     | 36    | 16    |       |       | -      | -      |       |       |
| SD Ponferradina | 2009/10                | Segunda División B     | 25    | 11    |       |       | -      | -      |       |       |
| SD Ponferradina | 2010/11                | Segunda División       | 26    | 5     |       |       | -      | -      |       |       |
|                 | Total Primera División | Total Primera División | 299   | 22    | 15    | 1     | 7      | 0      | 321   | 23    |
|                 | Total Real Sociedad    | Total Real Sociedad    | 404   | 31    | 15    | 1     | 7      | 0      | 426   | 32    |
|                 | Total carrera          | Total carrera          | 492   | 41    | 15    | 1     | 7      | 0      | 514   | 42    |

## Vida personal
Es primo del exfutbolista David de Paula.